# Xyleem

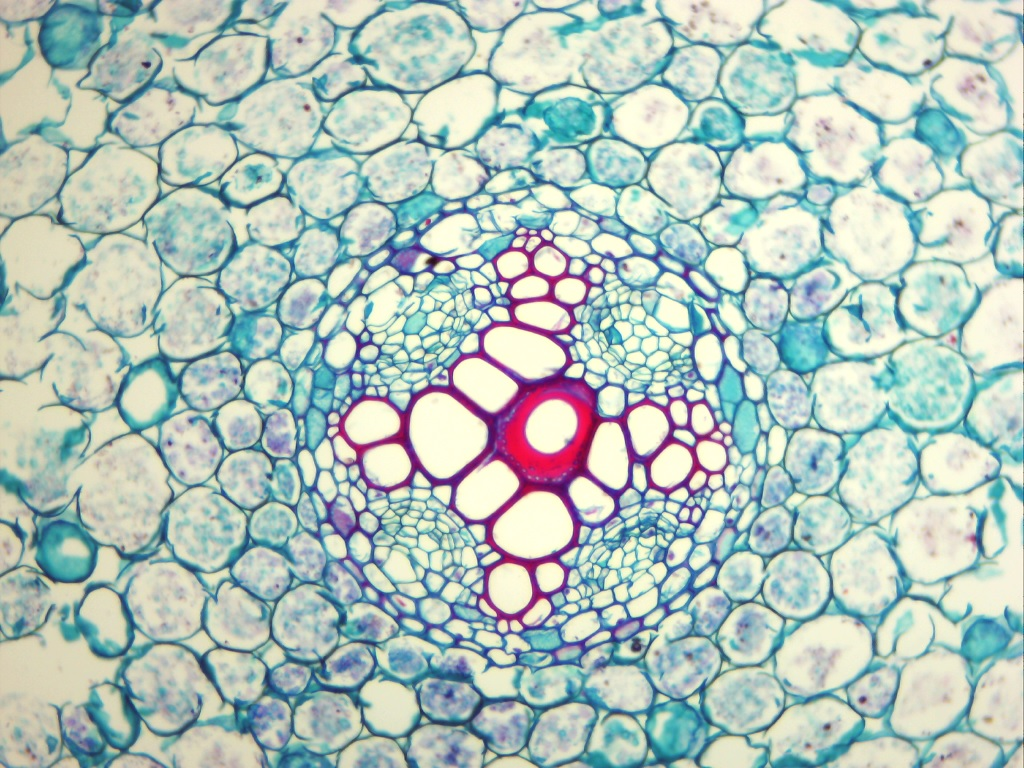
Microscopisch preparaat van een vaatbundel in de wortel van een dicotyl, het xyleem is rood gekleurd

Xyleem is een van de twee transportweefsels in vaatplanten. Xyleem zorgt voor het transport van water en daarin opgeloste mineralen vanaf de wortels naar de bladeren. Het watertransport in het xyleem verloopt voornamelijk door middel van onderdruk die ontstaat door de transpiratie in de bladeren. In mindere mate spelen ook worteldruk en adhesie- en cohesiekrachten een rol.
De belangrijkste watertransporterende cellen in het xyleem zijn houtvaten en tracheïden. Beide cellen zijn langwerpig van vorm en hebben stevige secundaire celwand. Beide zijn daarnaast voorzien van kleine gaatjes (stippels) in de zijwanden, en ze verliezen hun cytoplasma wanneer ze volgroeid zijn.
Het andere transportweefsel in vaatplanten is floëem. Het floëem verzorgt het transport van assimilaten (fotosyntheseproducten) vanuit de bladeren of opslagweefsels naar de andere plantendelen. Samen vormen het xyleem en floëem een aaneengesloten systeem van vaatweefsel dat door het hele lichaam van de plant is vertakt.

## Structuur en vorming
Xyleem bestaat uit gespecialiseerde cellen, waarvan de levende inhoud geheel verdwenen is. Er is een onderscheid te maken tussen tracheïden en houtvaten (tracheeën). Een houtvat is een reeks boven elkaar liggende cellen, waarvan de tussenschotten (septa) geheel of ten dele doorboord zijn. Bij de levende cellen wordt de doorboring (perforatie) van het tussenschot ingeleid door de vorming van een grote, vlakke perforatiestippel, waarvan het sluitvlies ten slotte wordt opgelost. De nog levende protoplasten zorgen voor het oplossen van het sluitvlies en het afwerken van de vaatwand, waarna ze afsterven en verdwijnen.
In de zijwanden kunnen stippels voorkomen. Meestal liggen twee stippels tegenover elkaar. Tussen de twee tegenover elkaar liggende cellen zit alleen het sluitvlies. Het sluitvlies bestaat uit de middenlamel en de dunne primaire celwand.
Tracheïden zijn minder gespecialiseerd dan houtvaten, het belangrijkste watertransporterende celtype in bedektzadigen. Houtvaten zijn gedurende de evolutie onafhankelijk ontstaan in verschillende groepen vaatplanten. De tracheïde is bij varens en naaktzadigen het belangrijke celtype voor watertransport. Het xyleem van bedektzadigen bevat zowel tracheïden als houtvaten.

### Primair en secundair xyleem
Er wordt vaak onderscheid gemaakt tussen:
- primair xyleem, dat in het topmeristeem wordt aangelegd, tegelijk met begeleidend floëem. Dit gebeurt typisch in de vorm van vaatbundels, maar in de wortels ligt het primaire xyleem en floëem niet in een vaatbundel, maar in een ander patroon, verschillend voor een- en tweezaadlobbigen (plus gymnospermen). Het primaire xyleem maakt de celstrekking in de in de lengte groeiende stengel mee, wat wordt mogelijk gemaakt door de verdikkingen in de celwanden die in ringen of in spiralen liggen.
- secundair xyleem, oftewel "hout", dat bij de secundaire diktegroei door het cambium wordt gevormd: dit is de bekendste vorm van xyleem. Het woord xyleem komt van het Griekse woord 'xylon' (ξύλον, xúlon), dat hout betekent. Het cambium vormt naar binnen toe secundair xyleem en naar buiten toe secundair floëem. Het secundair xyleem in de wortels zal slechts in de details verschillen van dat in de bovengrondse delen.

## Naaldhout en loofhout
In het secundair xyleem van naaldbomen (naaldhout) wordt het watertransport geheel verzorgd door tracheïden; deze maken het grootste deel uit van het secundair xyleem en zorgen ook voor de stevigheid van het hout. De tracheïden in naaldhout hebben een sterk verdikte wand, zijn 1–5 mm lang en hebben een spits toelopende boven- en onderkant. Naaldhout bestaat naast tracheïden ook uit parenchym.
Het secundair xyleem van loofbomen (loofhout) is complexer van bouw dan dat van naaldbomen. Het bevat (bijna altijd) houtvaten, die zeer wisselend van lengte kunnen zijn. Een houtvat kan in eikenhout tot 6 m lang worden. Houtvaten bestaan uit meerdere cellen die onderling verbonden zijn door openingen over (vrijwel) de volledige diameter van de cel.

## Evolutie

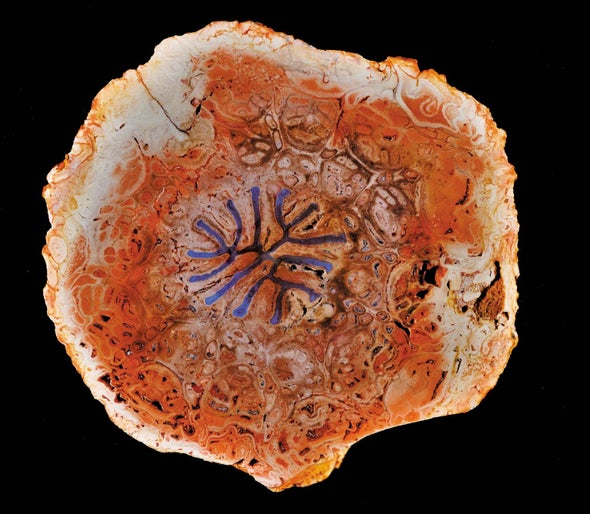
Gefossiliseerde doorsnede van de stam van Dernbachia brasiliensis, een kleine boomvaren uit het Perm (250-300 miljoen jaar geleden). Het water transporterende xyleem-weefsel is zichtbaar in blauw.

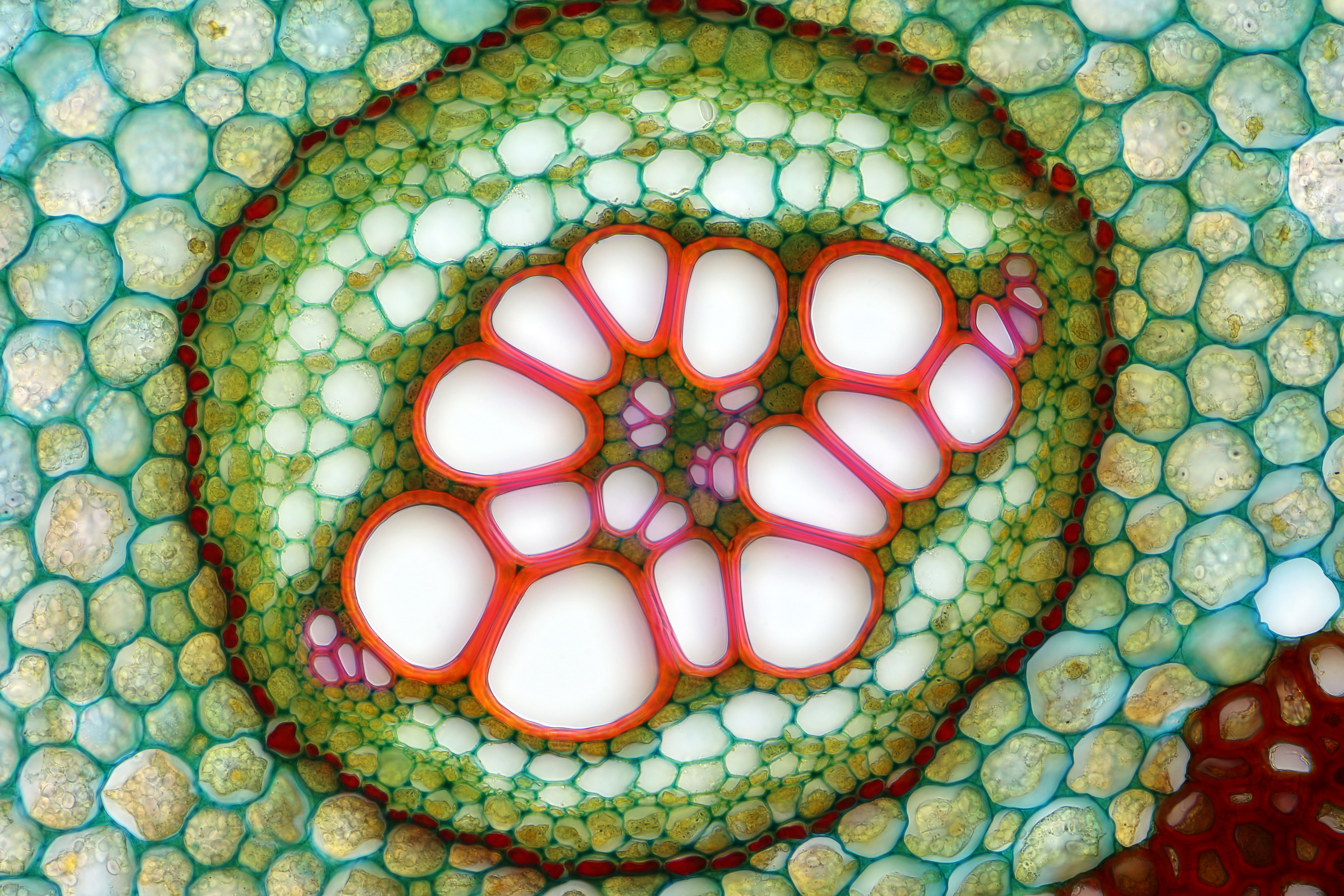
Vaatbundel bij de wortelstok van de adelaarsvaren. Het floëem omgeeft het xyleem

Het ontstaan van xyleemvaten wordt beschouwd als een van de belangrijkste innovaties in de evolutie van bedektzadigen (Angiospermae). Xyleemvaten zijn echter afwezig in meer basalere groepen van bedektzadigen, zoals Amborellaceae, Tetracentraceae, Trochodendraceae en Winteraceae. Plantkundige Arthur Cronquist stelde dat de vaatcellen van bedektzadigen en die van Gnetum convergent zijn ontstaan. Het is nog onduidelijk of de afwezigheid van xyleemvaten in basale angiospermen een plesiomorfie is; ze zou ook secundair verloren kunnen zijn gegaan.
De eerste vaatplanten waren enkele centimeters groot en konden slechts leven waar water direct beschikbaar was. Om gebruik te kunnen maken van het land en om groter te worden, moesten er eerst alternatieven ontstaan voor het toenmalige vaatstelsel. Er zijn maar heel weinig levende planten die de oorspronkelijke aanleg van de stengel hebben behouden waarbij het vaatweefsel in een cilinder precies in het midden zit. Als een plant wordt blootgesteld aan droogte kan de aaneenschakeling van watermoleculen die langs de stengel omhoog wordt getrokken breken: er vormt zich een embolie: een gasbel die het watertransport in het hele vat blokkeert. Als een embolie zich vanuit dit kanaal door het weefsel verspreidt, dan raakt de watertoevoer van het vaatstelsel geblokkeerd. De plant droogt uit en sterft. Het ontstaan van ingewikkelde xylemen die als doorsnede kruisen, ringen of harten hebben, zijn hoogstwaarschijnlijk ontwikkeld als verdediging tegen een eventuele embolie. De planten konden daarmee verder het land ingroeien, van het water vandaan. Ze werden bestendig tegen droogte.

## Verbinding tussen wortel en stengel
De exarche xyleemplaten in de wortel moeten aansluiten aan de endarche xyleemstrengen in de stengel oftewel de actinostele van de wortel moet aangesloten worden op de eustele (tweezaadlobbigen) of atactostele (eenzaadlobbigen) van de stengel. Bij de wortel ligt het secundaire xyleem in het centrum en wordt omgeven door het primaire xyleem. Bij de stengel is dit net andersom. In het overgangsgebied dat minder dan 1 mm bij kleine wortelrozetten tot 30 mm kan bedragen keert het exarche xyleem om naar endarch xyleem. Soms splitsen de xyleemplaten of floëemstrengen van de wortel zich. Het overgangsgebied kan soms doorlopen tot ver in het hypocotyl.
|  |  |  |